# Châtelneuf (Loire)
Châtelneuf é uma comuna francesa na região administrativa de Auvérnia-Ródano-Alpes, no departamento de Loire. Estende-se por uma área de 8,48 km². Em 2010 a comuna tinha 350 habitantes (densidade: 41,3 hab./km²).